# Mahón (Comarca)
Mahón ist eine Landschaftszone (katalanisch: Comarca) auf der spanischen Baleareninsel Menorca. Sie besteht aus vier  Gemeinden im Osten der Insel.
Angrenzende Inselregion ist im Westen Ciutadella.

## Gemeinden
| Gemeinde      | Einwohner (2024) | Fläche km² | Dichte Einw./km² | Cod INE | Postleitzahl |
| ------------- | ---------------- | ---------- | ---------------- | ------- | ------------ |
| Alaior        | 10.042           | 109,86     | 91               | 07002   | 07730        |
| Es Castell    | 7.772            | 11,63      | 668              | 07064   | 07720        |
| Maó           | 30.419           | 117,31     | 259              | 07032   | 07700-07714  |
| Sant Lluís    | 7.130            | 34,69      | 206              | 07052   | 07710        |
| Comarca Mahón | 55.363           | 273,49     | 202              | –       | –            |